# Anson Greene Phelps
Anson Green Phelps (24 de marzo de 1781 - 18 de mayo de 1858) fue un empresario y hombre de negocios estadounidense de Connecticut. Comenzó con un negocio de correajes de cuero y fundó Phelps, Dodge & Co. en 1833 como un negocio de exportación e importación con sus yernos como socios, William E. Dodge en Nueva York y Daniel James con sede en Liverpool, Inglaterra. Su tercer yerno, James Boulter Stokes, se convirtió en socio algunos años después.
En la segunda parte del siglo XIX, después de la muerte de su fundador, la empresa Phelps Dodge adquirió intereses y compañías mineras en el oeste americano, y se hizo conocida principalmente como una empresa minera.

## Primeros años
Anson Green Phelps nació en Simsbury, en 1781. Su madre murió cuando él tenía 12 años, y a partir de entonces se crio en la casa del ministro de la iglesia congregacional de Simsbury. Phelps descendía de los primeros gobernadores coloniales estadounidenses de Connecticut, Thomas Dudley, John Haynes y George Wyllys. El 13 de octubre de 1799, eligió a un pariente, Thomas Woodbridge Phelps, como su tutor.
El 5 de mayo de 1799, Thomas Woodbridge Phelps y Anson Green Phelps fueron admitidos en la iglesia congregacional de South Canton, Connecticut, que estaba dirigida por el reverendo Jeremiah Hallock. Todavía joven, Anson Phelps dejó Simsbury y se estableció en Hartford.: 1409–1412 

## Carrera
Después de mudarse a Hartford, Phelps comenzó a fabricar sillas de montar y a enviarlas al sur de los Estados Unidos. Su negocio creció rápidamente. Hizo construir un gran edificio de ladrillo en North Main Street, que se conoció como el "Phelps Block". En 1812 se mudó a Nueva York y comenzó a hacer negocios con Elisha Peck bajo el nombre de la empresa Phelps, Peck & Co. en los Estados Unidos. En Liverpool, Inglaterra, donde Peck la dirigía, la empresa era conocida como Peck, Phelps & Co. Se dedicaban a la importación de metales desde Inglaterra, como estaño, hojalata, hierro y latón, y exportaban algodón del sur a las fábricas textiles de Inglaterra. Este comercio del algodón era muy importante para Inglaterra y contribuyó a que apoyara considerablemente a la Confederación durante la guerra civil estadounidense.
Su colega empresario Sheldon Smith convenció a Phelps de que invirtiera en la pujante ciudad de Derby (Connecticut), en una zona que llegó a conocerse como Birmingham. Sin posibilidad de ampliar su negocio más al norte, Phelps eligió una ubicación en la orilla este del río Naugatuck, en lo que ahora es el centro de Ansonia. La localidad, fundada en 1652, recibiría el nombre de Anson Phelps. El estado otorgó a Ansonia la carta de constitución de un distrito de Derby en 1864 y, más tarde, la de una ciudad independiente en 1889. En 1893, Ansonia se consolidó como ciudad.
El negocio de Phelps siguió prosperando y acumuló una gran fortuna. Su sociedad original con Peck se disolvió en 1832 tras la destrucción de su almacén de Nueva York (4 de mayo de 1832) debido a un fallo estructural. Phelps y su hijo escaparon por poco, pero entre los muertos estaba Josiah Stokes, un oficinista de alto rango que estaba comprometido con la hija de Phelps, Caroline.
Esto fue un golpe terrible para Phelps y su familia. Reorganizó el negocio, formando la Phelps Dodge Company en 1833 con sus yernos William Earl Dodge y Daniel James como socios. Los dos dirigían las funciones de la empresa en Liverpool, Inglaterra. En 1839 Phelps nombró socio a su hijo Anson G. Phelps, Jr., con una participación de un octavo de la empresa.
Caroline Phelps acabó casándose con James Boulter Stokes, hermano del fallecido Josiah. Se convirtió en el tercer yerno de Phelps en unirse a la compañía Phelps, Dodge & Co. como socio. Stokes era rico por derecho propio. Durante la crisis financiera de 1837, ayudó a la sociedad Phelps-Dodge a atravesar un momento difícil con un préstamo.
Los intereses comerciales de Phelps incluían la banca, el negocio inmobiliario, la minería, la siderurgia, el transporte marítimo, los ferrocarriles y la madera. Después de la separación de Peck, algunos de estos intereses se dividieron entre los dos hombres. Otros permanecieron en sociedad conjunta, incluida la cartera de propiedades de Nueva York y el transporte marítimo. Peck, que se hizo cargo de la fábrica de laminados de Haverstraw, seguiría comprando materias primas a Phelps.

## Intereses filantrópicos
Phelps siguió siendo un miembro activo de la iglesia congregacional y se interesó en varias causas filantrópicas. Contribuyó generosamente a la American Bible Society, la American Board of Commissioners for Foreign Missions, la American Home Missionary Society, la Colonization Society, el Asilo de Ciegos de la ciudad de Nueva York y sirvió como presidente de cada una de estas instituciones en algún momento de su vida.
También contribuyó a muchas otras sociedades e instituciones benéficas tanto mientras vivió como a través de su patrimonio. Phelps donó a su ciudad natal, Simsbury, 1000 dólares para ayudar a los pobres. Entre sus otras actividades filantrópicas se encontraba la creación de la serie de conferencias Anson G. Phelps sobre la historia americana temprana en la Universidad de Nueva York.
En la década de 1830, Phelps apoyó al predicador presbiteriano Charles Finney durante su ministerio en Nueva York. Primero alquiló una iglesia para él en Vanderwater Street, y más tarde compró una iglesia en Princes Street, cerca de Broadway. Finney estaba "muy impresionado por la piedad del señor Phelps", y dijo que Phelps se levantaba por la noche para poder comunicarse con Dios, ya que tenía poco tiempo para la devoción secreta durante el día, cuando los negocios lo presionaban.

## Familia
Phelps se casó con Olivia Egleston, hija de Elihu y Elizabeth Egleston, el 26 de octubre de 1806 a la edad de 25 años. La pareja tuvo nueve hijos: Elizabeth, Melissa, Caroline Olivia (fallecida en la infancia) y Caroline, todas nacidas en Hartford; y Harriett, Anson Green Jr., Olivia Egleston y Lydia Ann, todas nacidas en la ciudad de Nueva York. Entre sus nietos se encontraban Anson Phelps Stokes y William Earl Dodge Stokes. Su bisnieto, Anson Phelps Stokes, se convirtió en un conocido filántropo. En 1835, Phelps compró la casa de Henry A. Coster y agregó terrenos para extender la propiedad desde la Tercera Avenida hasta el East River, y desde la Veintinueve hasta la mitad del camino entre las calles Treinta y Tres y Treinta y Cuatro.
| \| \| \| \| \| \| \| \| \| \| \| \| \| \| \| \| \| \| \| \| \| \| \| \| \| \| \| \| \| Anson Green Phelps (1781-1853) m. 1806 Olivia Egleston (1784-1859) \| \| \| \| \| \| \| \| \| \| \| \| \| \| \| \| \| \| \| \| \| \| \| \| \| \| \| \| \| \| \| \| \| \| \| \| \| \| \| \| \| \| \| \| \| \| \| \| \| \| \| \| \| \| \| \| \| \| \| \| \| \| \| \| \| \| \| \| \| \| \| \| \| \| \| \| \| \| \| \| \| \| \| \| \| \| \| \| \| \| \| \| \| \| \| \| \| \| \| \| \| \| \| \| \| \| \| \| \| \| \| \| \| \| \| \| \| \| \| \| \| \| \| \| \| \| \| \| \| \| \| \| \| \| \| \| \| \| \| \| \| \| \| \| \| \| \| \| \| \| \| \| \| Elizabeth Woodbridge Phelps (1807-1847) m. 1829 Daniel James (1801-1876) \| Elizabeth Woodbridge Phelps (1807-1847) m. 1829 Daniel James (1801-1876) \| Elizabeth Woodbridge Phelps (1807-1847) m. 1829 Daniel James (1801-1876) \| Elizabeth Woodbridge Phelps (1807-1847) m. 1829 Daniel James (1801-1876) \| Elizabeth Woodbridge Phelps (1807-1847) m. 1829 Daniel James (1801-1876) \| Elizabeth Woodbridge Phelps (1807-1847) m. 1829 Daniel James (1801-1876) \| \| \| Melissa Phelps (1809-1903) m.1828 William Earle Dodge (1805-1883) \| Melissa Phelps (1809-1903) m.1828 William Earle Dodge (1805-1883) \| Melissa Phelps (1809-1903) m.1828 William Earle Dodge (1805-1883) \| Melissa Phelps (1809-1903) m.1828 William Earle Dodge (1805-1883) \| Melissa Phelps (1809-1903) m.1828 William Earle Dodge (1805-1883) \| Melissa Phelps (1809-1903) m.1828 William Earle Dodge (1805-1883) \| \| \| Caroline Phelps (1812-1881) m. 1837 James Boulter Stokes (1804–1881) \| Caroline Phelps (1812-1881) m. 1837 James Boulter Stokes (1804–1881) \| Caroline Phelps (1812-1881) m. 1837 James Boulter Stokes (1804–1881) \| Caroline Phelps (1812-1881) m. 1837 James Boulter Stokes (1804–1881) \| Caroline Phelps (1812-1881) m. 1837 James Boulter Stokes (1804–1881) \| Caroline Phelps (1812-1881) m. 1837 James Boulter Stokes (1804–1881) \| \| \| Harriet Phelps (1815-1892) m.1836 Charles Floyer Pond (1809-1867) \| Harriet Phelps (1815-1892) m.1836 Charles Floyer Pond (1809-1867) \| Harriet Phelps (1815-1892) m.1836 Charles Floyer Pond (1809-1867) \| Harriet Phelps (1815-1892) m.1836 Charles Floyer Pond (1809-1867) \| Harriet Phelps (1815-1892) m.1836 Charles Floyer Pond (1809-1867) \| Harriet Phelps (1815-1892) m.1836 Charles Floyer Pond (1809-1867) \| \| \| Anson Greene Phelps Jr. (1818-1858) m. 1845 Jane Gibson (1819–1908) \| Anson Greene Phelps Jr. (1818-1858) m. 1845 Jane Gibson (1819–1908) \| Anson Greene Phelps Jr. (1818-1858) m. 1845 Jane Gibson (1819–1908) \| Anson Greene Phelps Jr. (1818-1858) m. 1845 Jane Gibson (1819–1908) \| Anson Greene Phelps Jr. (1818-1858) m. 1845 Jane Gibson (1819–1908) \| Anson Greene Phelps Jr. (1818-1858) m. 1845 Jane Gibson (1819–1908) \| \| \| Olivia Egleston Phelps (1821-1894) m. 1847 Benjamin Bakewell Atterbury (1816–1900) \| Olivia Egleston Phelps (1821-1894) m. 1847 Benjamin Bakewell Atterbury (1816–1900) \| Olivia Egleston Phelps (1821-1894) m. 1847 Benjamin Bakewell Atterbury (1816–1900) \| Olivia Egleston Phelps (1821-1894) m. 1847 Benjamin Bakewell Atterbury (1816–1900) \| Olivia Egleston Phelps (1821-1894) m. 1847 Benjamin Bakewell Atterbury (1816–1900) \| Olivia Egleston Phelps (1821-1894) m. 1847 Benjamin Bakewell Atterbury (1816–1900) \| \| \| Lydia Ann Phelps (1823-1831) \| Lydia Ann Phelps (1823-1831) \| Lydia Ann Phelps (1823-1831) \| Lydia Ann Phelps (1823-1831) \| Lydia Ann Phelps (1823-1831) \| Lydia Ann Phelps (1823-1831) \| |  |  |  |                                                                          |                                                                          |                                                                          |                                                                          |                                                                          |                                                                          |  |  |                                                                   |                                                                   |                                                                   |                                                                   |                                                                   |                                                                   |  |  |                                                                      |                                                                      |                                                                      |                                                                      |                                                                      |                                                                      |  |  |                                                                    |                                                                   |                                                                   |                                                                   |                                                                   |                                                                   |  |  |                                                                     |                                                                     |                                                                     |                                                                     |                                                                     |                                                                     |  |  |                                                                                    |                                                                                    |                                                                                    |                                                                                    |                                                                                    |                                                                                    |  |  |                              |                              |                              |                              |                              |                              |
| |  |  |  |                                                                          |                                                                          |                                                                          |                                                                          |                                                                          |                                                                          |  |  |                                                                   |                                                                   |                                                                   |                                                                   |                                                                   |                                                                   |  |  |                                                                      |                                                                      |                                                                      |                                                                      |                                                                      |                                                                      |  |  | Anson Green Phelps (1781-1853) m. 1806 Olivia Egleston (1784-1859) |                                                                   |                                                                   |                                                                   |                                                                   |                                                                   |  |  |                                                                     |                                                                     |                                                                     |                                                                     |                                                                     |                                                                     |  |  |                                                                                    |                                                                                    |                                                                                    |                                                                                    |                                                                                    |                                                                                    |  |  |                              |                              |                              |                              |                              |                              |
| |  |  |  |                                                                          |                                                                          |                                                                          |                                                                          |                                                                          |                                                                          |  |  |                                                                   |                                                                   |                                                                   |                                                                   |                                                                   |                                                                   |  |  |                                                                      |                                                                      |                                                                      |                                                                      |                                                                      |                                                                      |  |  |                                                                    |                                                                   |                                                                   |                                                                   |                                                                   |                                                                   |  |  |                                                                     |                                                                     |                                                                     |                                                                     |                                                                     |                                                                     |  |  |                                                                                    |                                                                                    |                                                                                    |                                                                                    |                                                                                    |                                                                                    |  |  |                              |                              |                              |                              |                              |                              |
| |  |  |  |                                                                          |                                                                          |                                                                          |                                                                          |                                                                          |                                                                          |  |  |                                                                   |                                                                   |                                                                   |                                                                   |                                                                   |                                                                   |  |  |                                                                      |                                                                      |                                                                      |                                                                      |                                                                      |                                                                      |  |  |                                                                    |                                                                   |                                                                   |                                                                   |                                                                   |                                                                   |  |  |                                                                     |                                                                     |                                                                     |                                                                     |                                                                     |                                                                     |  |  |                                                                                    |                                                                                    |                                                                                    |                                                                                    |                                                                                    |                                                                                    |  |  |                              |                              |                              |                              |                              |                              |
| |  |  |  | Elizabeth Woodbridge Phelps (1807-1847) m. 1829 Daniel James (1801-1876) | Elizabeth Woodbridge Phelps (1807-1847) m. 1829 Daniel James (1801-1876) | Elizabeth Woodbridge Phelps (1807-1847) m. 1829 Daniel James (1801-1876) | Elizabeth Woodbridge Phelps (1807-1847) m. 1829 Daniel James (1801-1876) | Elizabeth Woodbridge Phelps (1807-1847) m. 1829 Daniel James (1801-1876) | Elizabeth Woodbridge Phelps (1807-1847) m. 1829 Daniel James (1801-1876) |  |  | Melissa Phelps (1809-1903) m.1828 William Earle Dodge (1805-1883) | Melissa Phelps (1809-1903) m.1828 William Earle Dodge (1805-1883) | Melissa Phelps (1809-1903) m.1828 William Earle Dodge (1805-1883) | Melissa Phelps (1809-1903) m.1828 William Earle Dodge (1805-1883) | Melissa Phelps (1809-1903) m.1828 William Earle Dodge (1805-1883) | Melissa Phelps (1809-1903) m.1828 William Earle Dodge (1805-1883) |  |  | Caroline Phelps (1812-1881) m. 1837 James Boulter Stokes (1804–1881) | Caroline Phelps (1812-1881) m. 1837 James Boulter Stokes (1804–1881) | Caroline Phelps (1812-1881) m. 1837 James Boulter Stokes (1804–1881) | Caroline Phelps (1812-1881) m. 1837 James Boulter Stokes (1804–1881) | Caroline Phelps (1812-1881) m. 1837 James Boulter Stokes (1804–1881) | Caroline Phelps (1812-1881) m. 1837 James Boulter Stokes (1804–1881) |  |  | Harriet Phelps (1815-1892) m.1836 Charles Floyer Pond (1809-1867)  | Harriet Phelps (1815-1892) m.1836 Charles Floyer Pond (1809-1867) | Harriet Phelps (1815-1892) m.1836 Charles Floyer Pond (1809-1867) | Harriet Phelps (1815-1892) m.1836 Charles Floyer Pond (1809-1867) | Harriet Phelps (1815-1892) m.1836 Charles Floyer Pond (1809-1867) | Harriet Phelps (1815-1892) m.1836 Charles Floyer Pond (1809-1867) |  |  | Anson Greene Phelps Jr. (1818-1858) m. 1845 Jane Gibson (1819–1908) | Anson Greene Phelps Jr. (1818-1858) m. 1845 Jane Gibson (1819–1908) | Anson Greene Phelps Jr. (1818-1858) m. 1845 Jane Gibson (1819–1908) | Anson Greene Phelps Jr. (1818-1858) m. 1845 Jane Gibson (1819–1908) | Anson Greene Phelps Jr. (1818-1858) m. 1845 Jane Gibson (1819–1908) | Anson Greene Phelps Jr. (1818-1858) m. 1845 Jane Gibson (1819–1908) |  |  | Olivia Egleston Phelps (1821-1894) m. 1847 Benjamin Bakewell Atterbury (1816–1900) | Olivia Egleston Phelps (1821-1894) m. 1847 Benjamin Bakewell Atterbury (1816–1900) | Olivia Egleston Phelps (1821-1894) m. 1847 Benjamin Bakewell Atterbury (1816–1900) | Olivia Egleston Phelps (1821-1894) m. 1847 Benjamin Bakewell Atterbury (1816–1900) | Olivia Egleston Phelps (1821-1894) m. 1847 Benjamin Bakewell Atterbury (1816–1900) | Olivia Egleston Phelps (1821-1894) m. 1847 Benjamin Bakewell Atterbury (1816–1900) |  |  | Lydia Ann Phelps (1823-1831) | Lydia Ann Phelps (1823-1831) | Lydia Ann Phelps (1823-1831) | Lydia Ann Phelps (1823-1831) | Lydia Ann Phelps (1823-1831) | Lydia Ann Phelps (1823-1831) |

## Muerte y legado
Phelps murió en su residencia de Nueva York, anteriormente Coster Place, el 30 de noviembre de 1853 a la edad de 73 años. Dejó alrededor de dos millones de dólares, de los cuales casi setecientos mil eran sus acciones en Phelps Dodge & Co., que fueron adquiridas por los otros socios. Un poco más de un millón de dólares eran propiedades en Nueva York, Indiana, Connecticut, Pensilvania y Misuri. Su testamento fue impugnado y hubo tantas anomalías que su viuda, que era la albacea, lo llevó a los tribunales para que lo resolvieran. Fue después de su muerte que el tribunal de apelación dictó el veredicto final en 1861. Debido a un problema técnico con la redacción del testamento, los tribunales declararon nulo un gran legado de 50.000 dólares al Liberia College. Sin embargo, la familia consideró que este legado era sagrado y la donación se mantuvo a pesar de la sentencia.
En su testamento, Phelps dejó instrucciones a sus herederos en los términos que caracterizaron su vida:

Doy y lego a cada uno de mis nietos, que vivan al momento de mi muerte, la suma de 5.000 dólares, para que se les paguen cuando cada uno de ellos alcance la edad de 21 años. Ordeno que este último legado sea acompañado por mis ejecutores con esta orden: que cada uno de mis nietos considere dicho legado como un depósito sagrado, confiado a su fideicomiso, para que cada nieto lo invierta, y que los ingresos que se deriven de él se dediquen a difundir el evangelio y promover el reino del Redentor en la tierra, esperando y confiando en que el Dios del Cielo dará a cada uno esa sabiduría que es de arriba y los inclinará a ser administradores fieles y a transmitirla a sus descendientes, para que se dediquen sagradamente al mismo objetivo.

Sé que este legado es absoluto y coloca la cantidad así dada fuera de mi control; pero mi sincera esperanza es que mi deseo se tenga en cuenta tal como lo dejo, una obligación que se vincula simplemente a su integridad y honor.

Su funeral se celebró en la Iglesia Presbiteriana de Mercer Street, Nueva York, donde había sido un anciano gobernante. Fue enterrado en su panteón familiar en el New York Marble Cemetery. Posteriormente, sus restos serían trasladados al Cementerio de Green-Wood en Brooklyn.